# Neptis brebissonii
Neptis brebissonii är en fjärilsart som beskrevs av Jean Baptiste Boisduval 1832. Neptis brebissonii ingår i släktet Neptis och familjen praktfjärilar. Inga underarter finns listade i Catalogue of Life.